# Chaetodon madagaskariensis

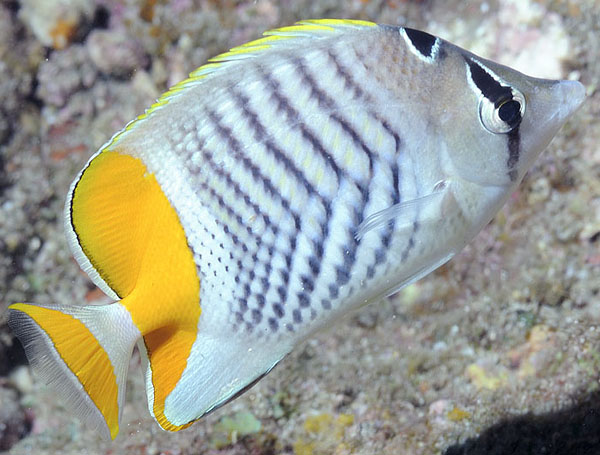

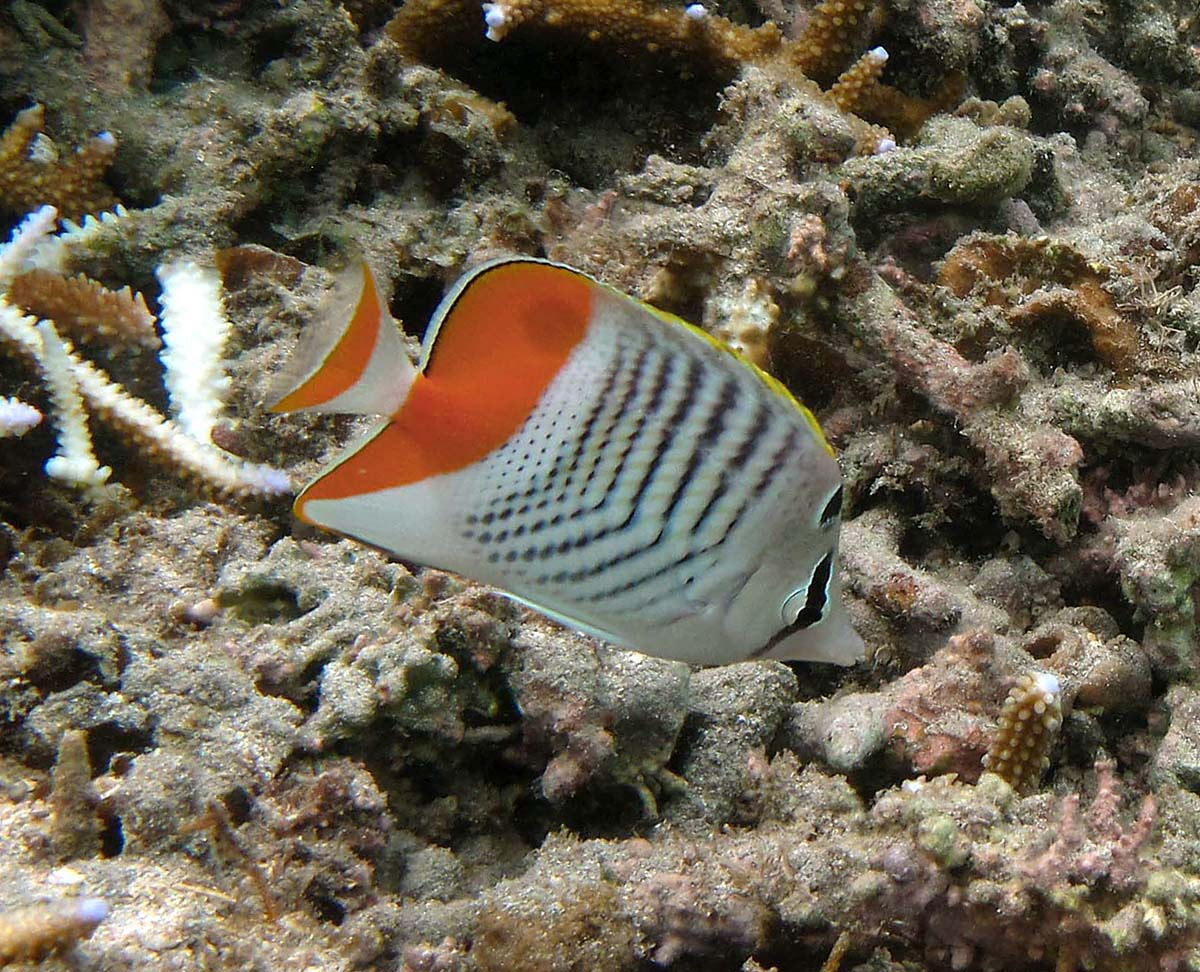
Chaetodon madagaskariensis en Reunión

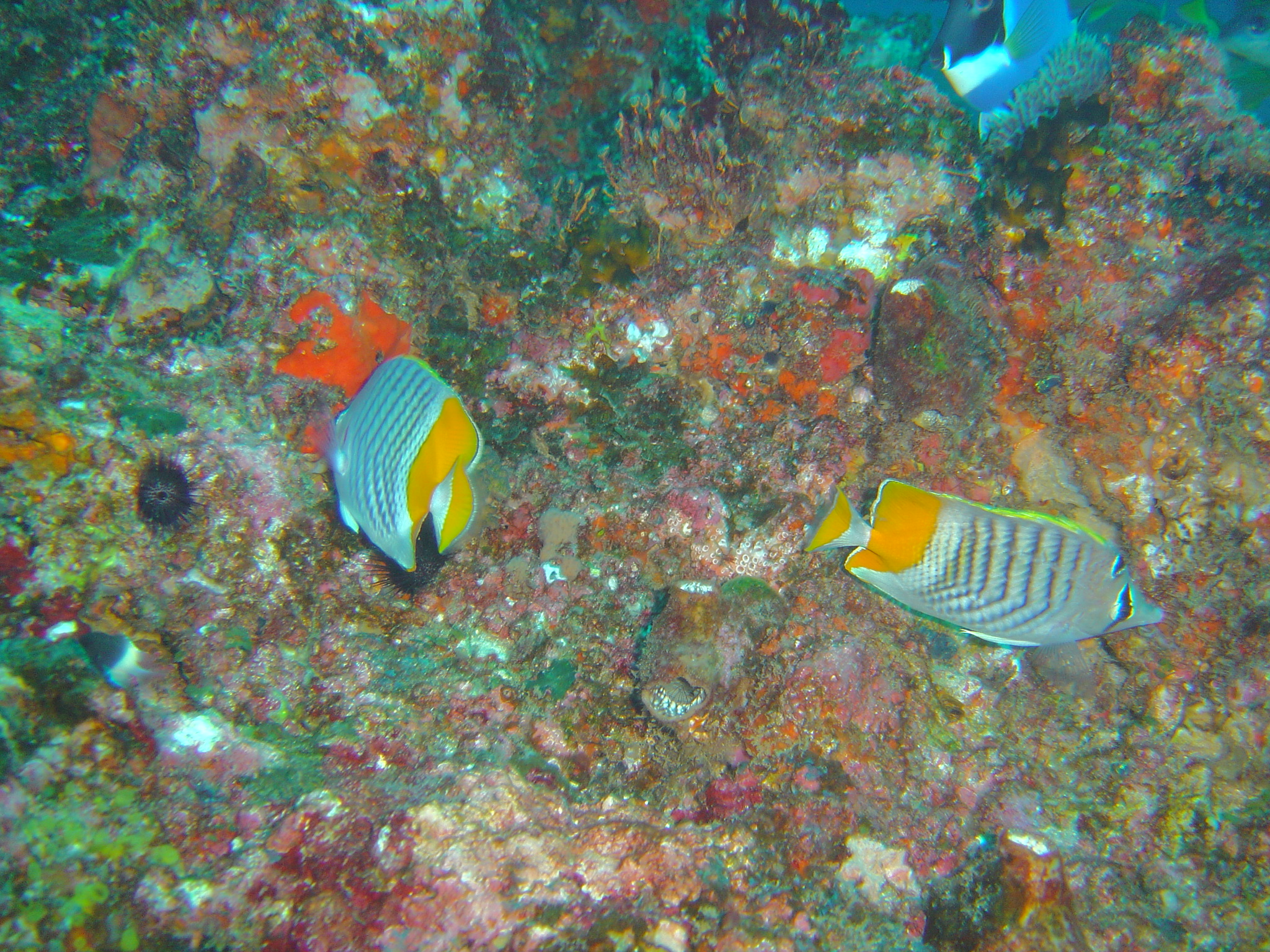
En Manta Reef, Mozambique

El Chaetodon madagaskariensis es una especie de pez mariposa del género Chaetodon. 
Se encuentra en el oeste del Océano Índico hasta el norte de Sri Lanka, abundando en Seychelles y en Madagascar, de esta particularidad provienen su nombre científico madagaskariensis, y uno de sus nombres comunes. 

## Morfología
Posee la morfología típica de su familia, cuerpo ovalado y comprimido lateralmente. Al igual que las otras especies con las que comparte el género, destaca en coloración. Es blanco, con un patrón de dos series de líneas paralelas diagonales, que se unen en el centro del cuerpo. Su cabeza es lisa, con una franja negra vertical que atraviesa el ojo y otra  , también negra, coronándola; y tiene una boca estrecha y prominente. La parte trasera de las aletas dorsal y anal, así como del cuerpo y el pedúnculo caudal, son de un amarillo intenso a naranja. El resto de estas aletas y las restantes son blancas. 
Tiene 12 o 13 espinas dorsales, entre 18 y 20 radios blandos dorsales, 3 espinas anales, y entre 15 y 17 radios blandos anales.
Alcanza hasta 13 cm de longitud.

## Hábitat y distribución
Es un pez costero, y toma como hogar los arrecifes exteriores expuestos hacia mar adentro y los fondos coralinos de lagunas. De adultos se les ve normalmente en parejas.
Su rango de profundidad está entre 10 y 120 metros.
Ampliamente distribuido y común en el océano Índico. Es especie nativa de Cocos; Comoros; Indonesia; Kenia; Madagascar; Maldivas; Mauricio; Mayotte; Mozambique; Reunión; Seychelles; Somalia; Sri Lanka; Sudáfrica y Tanzania.

## Alimentación
Es omnívoro y se alimenta, tanto de pequeños invertebrados, como de algas.

## Reproducción
Son dioicos, o de sexos separados, ovíparos, y de fertilización externa. El desove sucede antes del anochecer. Forman parejas durante el ciclo reproductivo, pero no protegen sus huevos y crías después del desove.